# Vija Celmins
Vija Celmins (Riga, 25 de outubro de 1938) é uma artista plástica nascida na Letônia e de nacionalidade estadunidense. Ela é conhecida por suas pinturas fotorrealistas e desenhos de ambientes e fenômenos naturais como o oceano, teias de aranha, constelações e rochas. O trabalho do início de sua carreira incluía esculturas de pop art e pinturas representacionais. Radicada em Nova York, desde 1965 Celmins já foi o tema de mais de quarenta exposições e amplas retrospectivas no Museu de Arte Moderna de Nova York, Whitney Museum of American Art, Los Angeles County Museum of Art, Institute of Contemporary Arts (Londres) e Centro Pompidou, Paris.

## Reconhecimento
- 1961 - Bolsa para sessão de verão na Universidade Yale[2]
- 1968 - Prêmio da Cassandra Foundation[2]
- 1971 e 1976 - Bolsa de Artista do National Endowment for the Arts[2]
- 1980 - Bolsa Guggenheim[3]
- 1996 - Prêmio em Arte da American Academy of Arts and Letters[2]
- 1997 - Medalha Skowhegan por Pintura[2]
- 1997 - Bolsa John D. e Catherine T. MacArthur[2]
- 2000 - 2001 Prêmio da Coutts Contemporary Art Foundation[4]
- 2004 - Eleita para a Academia Nacional de Desenho[5]
- 2006 - Prêmio Athena da RISD por Excelência na Pintura[6]
- 2008 - Prêmio de 10 mil dólares do Carnegie Prize[7]
- 2009 - Prêmio Roswitha Haftman[8]
- 2009 - Prêmio de Elite em Artes Visuais da United States Artists[9]